# Coupe d'Afrique de rugby à XV 2021-2022
Navigation
Coupe d'Afrique 2019-2020 Coupe d'Afrique 2024
La Coupe d'Afrique de rugby à XV 2022 est une compétition organisée par Rugby Afrique qui oppose les meilleures nations africaines (hors Afrique du Sud).
La phase finale se déroule du 1er au 10 juillet 2022 à Marseille et Aix-en-Provence, et sera utilisée pour la qualification de la zone Afrique pour la Coupe du monde 2023. 
L'édition 2019-2020 de cette épreuve a été annulée par Rugby Afrique en raison de la pandémie de Covid-19.

## Format
Suivant le nouveau format de la compétition qui aurait dû être appliqué dès l'édition 2019-2020, les 16 meilleures équipes africaines (classées suivant le classement World Rugby) évoluent au sein d'une même compétition. Un tour préliminaire à élimination directe voit s'affronter les équipes classées de 9 à 12 contre les équipes classées de 13 à 16.
Les 12 équipes restantes participent à la phase de groupes et sont regroupées au sein de quatre poules de trois équipes.
Les deux premiers de chaque groupe s'affrontent au sein d'un tableau à élimination directe dans un lieu unique. Le vainqueur de la finale est déclaré Champion d'Afrique, et sera qualifié pour la Coupe du monde 2023. Le finaliste sera qualifié pour le tournoi de qualification final pour la Coupe du monde 2023.

## Équipes engagées
| Rang RA | Rang WR | Équipe        | Participation (Pre) | Meilleur résultat                                          |
| ------- | ------- | ------------- | ------------------- | ---------------------------------------------------------- |
| 1       | 25      | Namibie       | 15e (2000)          | Vainqueur (2002, 2004, 2009, 2014, 2015, 2016, 2017, 2018) |
| 2       | 32      | Kenya         | 15e (2003)          | Vainqueur (2011, 2013)                                     |
| 3       | 35      | Zimbabwe      | 18e (2000)          | Vainqueur (2012)                                           |
| 4       | 39      | Tunisie       | (forfait)           | Finaliste (2002, 2009, 2011)                               |
| 5       | 40      | Ouganda       | 12e (2003)          | Vainqueur (2007)                                           |
| 6       | 42      | Côte d'Ivoire | 10e (2001)          | 04e (2007)                                                 |
| 8       | 51      | Madagascar    | 11e (2002)          | Finaliste (2005, 2007)                                     |
| 9       | 54      | Sénégal       | 06e (2006)          | 06e (2017)                                                 |
| 10      | 66      | Zambie        | 06e (2004)          |                                                            |
| 13      | 87      | Ghana         | 01er (2022)         |                                                            |
| 14      | 90      | Burkina Faso  | 01er (2022)         |                                                            |
| 16      | 92      | Algérie       | 01er (2022)         |                                                            |
| 18      | 98      | Burundi       | 01er (2022)         |                                                            |
| 20      | 106     | Cameroun      | 05e (2004)          |                                                            |

## Compétition

### Tour préliminaire
| Rang | Nations      | J | V | N | D | Pm | Pe  | Diff | Pts |
| ---- | ------------ | - | - | - | - | -- | --- | ---- | --- |
| 1    | Burkina Faso | 2 | 2 | 0 | 0 | 69 | 16  | +53  | 9   |
| 2    | Cameroun     | 2 | 1 | 0 | 1 | 94 | 20  | +74  | 6   |
| 3    | Burundi      | 2 | 0 | 0 | 2 | 6  | 133 | -127 | 0   |

|  | Vainqueur et qualifié pour le tour principal (no 1) |

#### Résultats détaillés
| 5 juin 2021 | Burundi                          | 3 - 52 (0 - 30) | Burkina Faso | Stade du 4-Août, Ouagadougou 0 spectateurs Arbitre : Sylvain Emmanuel Mane |
| 5 juin 2021 | Pénalité(s) : 1 Iradukunda (73e) | Rapport         | Essai(s) : 8 K Démé (1re), Yameogo (26e), Traoré (33e, 38e), Tioro (45e, 68e), Bancé (49e), Salé (58e) Transformation(s) : 3 K Démé (27e, 34e, 68e) Pénalité(s) : 2 K Démé (15e, 24e) | Stade du 4-Août, Ouagadougou 0 spectateurs Arbitre : Sylvain Emmanuel Mane |
| 5 juin 2021 |                                  | Rapport         | | Stade du 4-Août, Ouagadougou 0 spectateurs Arbitre : Sylvain Emmanuel Mane |

| 9 juin 2021 | Burundi                                                                    | 3 - 81 (3 - 38) | Cameroun | Stade du 4-Août, Ouagadougou 500 spectateurs Arbitre : Aymen Jriji |
| 9 juin 2021 | Pénalité(s) : 1 Iradukunda (37e) Carton(s) jaune(s) : 1 Hasabumutima (70e) | Rapport         | Essai(s) : 13 Touko (11e, 17e), Mbassa (27e, 61e), Hassan (34e, 38e, 70e), Tsague (40e), Mengue (43e), Chimi (45e), Nekongo (59e), Essome (64e), Ongoudou (79e) Transformation(s) : 8 Touko (11e, 34e, 39e, 40e, 43e, 62e, 79e), Chimi (59e) Carton(s) jaune(s) : 3 Moteyo (36e), Yantcha (46e), Mengue (73e) | Stade du 4-Août, Ouagadougou 500 spectateurs Arbitre : Aymen Jriji |
| 9 juin 2021 |                                                                            | Rapport         | | Stade du 4-Août, Ouagadougou 500 spectateurs Arbitre : Aymen Jriji |

| 13 juin 2021 | Cameroun | 13 - 17 (3 - 5) | Burkina Faso                                                                              | Stade du 4-Août, Ouagadougou 1 500 spectateurs Arbitre : Saudah Adiru |
| 13 juin 2021 | Essai(s) : 1 Moteyo (50e) Transformation(s) : 1 Touko (51e) Pénalité(s) : 2 Touko (26e, 71e) Carton(s) jaune(s) : 2 Hassan (21e), Chimi (59e) | Rapport         | Essai(s) : 3 Traoré (12e), Tioro (44e), Sawadogo (61e) Transformation(s) : 1 A Démé (44e) | Stade du 4-Août, Ouagadougou 1 500 spectateurs Arbitre : Saudah Adiru |
| 13 juin 2021 | | Rapport         |                                                                                           | Stade du 4-Août, Ouagadougou 1 500 spectateurs Arbitre : Saudah Adiru |

### Phase de poules

#### Groupe A
| Rang | Nations       | J | V | N | D | Bo | Bd | Pm | Pe | Diff | Pts |
| ---- | ------------- | - | - | - | - | -- | -- | -- | -- | ---- | --- |
| 1    | Namibie (T)   | 2 | 1 | 0 | 1 | 1  | 0  | 65 | 34 | +31  | 5   |
| 2    | Côte d'Ivoire | 2 | 1 | 0 | 1 | 0  | 1  | 43 | 37 | +6   | 5   |
| 3    | Madagascar    | 2 | 1 | 0 | 1 | 1  | 0  | 34 | 71 | -37  | 5   |

|  | Qualifié pour les phases finales (no 1, no 2) |
|  | T : tenant du titre 2019                      |

##### Détails des matchs
| 3 juillet 2021 16h00 | Namibie | 13-24 (8-24) | Côte d'Ivoire | Stade du Lycée d'excellence Alassane Ouattara, Grand-Bassam 1 000 spectateurs Arbitre : Heykel Bahroun |
| 3 juillet 2021 16h00 | Essai(s) : 2 Nortjé (32e), Klim (71e) Pénalité(s) : 1 Kisting (20e) Carton(s) jaune(s) : 1 Katjijeko (40e) | Rapport      | Essai(s) : 3 Meité (5e), Diallo dit Peres (12e), essai de pénalité (40e) Transformation(s) : 2 Kosse (6e, 13e) Pénalité(s) : 1 Kosse (36e) | Stade du Lycée d'excellence Alassane Ouattara, Grand-Bassam 1 000 spectateurs Arbitre : Heykel Bahroun |
| 3 juillet 2021 16h00 | | Rapport      | | Stade du Lycée d'excellence Alassane Ouattara, Grand-Bassam 1 000 spectateurs Arbitre : Heykel Bahroun |

| 7 juillet 2021 16h00 | Madagascar                                                                                              | 10-52 (0-25) | Namibie | Stade du Lycée d'excellence Alassane Ouattara, Grand-Bassam 200 spectateurs Arbitre : Precious Pazani |
| 7 juillet 2021 16h00 | Essai(s) : 1 Mahavy (49e) Transformation(s) : 1 Rakotomanalina (50e) Pénalité(s) : 1 Rasoloniaina (77e) | Rapport      | Essai(s) : 7 Booysen (14e), van Zyl (21e), Tromp (32e), Nortjé (45e, 66e), Kisting (52e), Thirion (80e) Transformation(s) : 4 Kisting (21e, 33e, 80e), Swartz (53e) Pénalité(s) : 3 Kisting (11e, 37e, 75e) | Stade du Lycée d'excellence Alassane Ouattara, Grand-Bassam 200 spectateurs Arbitre : Precious Pazani |
| 7 juillet 2021 16h00 | | Rapport      | | Stade du Lycée d'excellence Alassane Ouattara, Grand-Bassam 200 spectateurs Arbitre : Precious Pazani |

| 11 juillet 2021 16h00 | Côte d'Ivoire                                                                              | 19-24 (9-14) | Madagascar | Stade du Lycée d'excellence Alassane Ouattara, Grand-Bassam 1 300 spectateurs Arbitre : Heykel Bahroun |
| 11 juillet 2021 16h00 | Essai(s) : 2 Diallo dit Peres (46e), Bakayoko (80e) Pénalité(s) : 3 E Kosse (6e, 13e, 19e) | Rapport      | Essai(s) : 4 Rabemananjara (31e), Ratsimandresy (40e), Rasoloniaina (56e, 67e) Transformation(s) : 2 Rasoloniaina (31e, 40e) Carton(s) rouge(s) : 1 Ratsimandresy (61e) | Stade du Lycée d'excellence Alassane Ouattara, Grand-Bassam 1 300 spectateurs Arbitre : Heykel Bahroun |
| 11 juillet 2021 16h00 |                                                                                            | Rapport      | | Stade du Lycée d'excellence Alassane Ouattara, Grand-Bassam 1 300 spectateurs Arbitre : Heykel Bahroun |

#### Groupe B
| Rang | Nations | J | V | N | D | Bo | Bd | Pm | Pe | Diff | Pts |
| ---- | ------- | - | - | - | - | -- | -- | -- | -- | ---- | --- |
| 1    | Sénégal | 2 | 2 | 0 | 0 | 0  | 0  | 40 | 24 | +16  | 8   |
| 2    | Kenya   | 2 | 1 | 0 | 1 | 1  | 1  | 64 | 28 | +36  | 6   |
| 3    | Zambie  | 2 | 0 | 0 | 2 | 0  | 0  | 13 | 65 | -52  | 0   |

|  | Qualifié pour les phases finales (no 1, no 2) |

##### Détails des matchs
| 3 juillet 2021 16h00 | Kenya | 19 - 20 (13 - 6) | Sénégal | Nyayo National Stadium, Nairobi Arbitre : Saudah Adiru |
| 3 juillet 2021 16h00 | Essai(s) : 1 Mukidza (36e) Transformation(s) : 1 Kubu (37e) Pénalité(s) : 3 Kubu (9e, 15e, 59e) Drop(s) : 1 Kubu (68e) Carton(s) jaune(s) : 1 Chenge (80e) | Rapport          | Essai(s) : 2 Kane (45e), Pompidou (80e) Transformation(s) : 2 Ma. Ndiaye (46e), Sakho (80e) Pénalité(s) : 2 Ma. Ndiaye (26e, 40e) Carton(s) jaune(s) : 1 Pompidou (57e) | Nyayo National Stadium, Nairobi Arbitre : Saudah Adiru |
| 3 juillet 2021 16h00 | | Rapport          | | Nyayo National Stadium, Nairobi Arbitre : Saudah Adiru |

| 7 juillet 2021 15h00 | Sénégal | 20 - 5 (20 - 5) | Zambie                    | Nyayo National Stadium, Nairobi Arbitre : Nicardor Pienaar |
| 7 juillet 2021 15h00 | Essai(s) : 2 Soumah (22e), Ma. Ndiaye (40e) Transformation(s) : 2 Ma. Ndiaye (23e, 40e) Pénalité(s) : 2 Ma. Ndiaye (14e, 34e) | Rapport         | Essai(s) : 1 Kamanga (3e) | Nyayo National Stadium, Nairobi Arbitre : Nicardor Pienaar |
| 7 juillet 2021 15h00 | | Rapport         |                           | Nyayo National Stadium, Nairobi Arbitre : Nicardor Pienaar |

| 11 juillet 2021 16h00 | Kenya | 45-8 (32-3) | Zambie | Nyayo National Stadium, Nairobi Arbitre : Nicardor Pienaar |
| 11 juillet 2021 16h00 | Essai(s) : 6 Chenge (3e), Tanga (20e), Kubu (31e, 40e), Chisanga (44e), Nyambua (67e) Transformation(s) : 3 Kubu (4e), Coulson (32e, 40e) Pénalité(s) : 2 Kubu (14e), Coulson (80e) Drop(s) : 1 Kubu (35e) Carton(s) jaune(s) : 1 Chisanga (28e) | Rapport     | Essai(s) : 1 Kalumba (52e) Pénalité(s) : 1 Mukosa (23e) Carton(s) jaune(s) : 2 Chinkumbe (72e), Mutembo (80e) | Nyayo National Stadium, Nairobi Arbitre : Nicardor Pienaar |
| 11 juillet 2021 16h00 | | Rapport     | | Nyayo National Stadium, Nairobi Arbitre : Nicardor Pienaar |

#### Groupe C
| Rang | Nations | J | V | N | D | Bo | Bd | Pm | Pe | Diff | Pts |
| ---- | ------- | - | - | - | - | -- | -- | -- | -- | ---- | --- |
| 1    | Ouganda | 2 | 1 | 0 | 1 | 1  | 1  | 69 | 34 | +35  | 6   |
| 2    | Algérie | 2 | 1 | 0 | 1 | 0  | 1  | 42 | 38 | +4   | 5   |
| 3    | Ghana   | 2 | 1 | 0 | 1 | 0  | 0  | 34 | 73 | -39  | 4   |

|  | Qualifié pour les phases finales (no 1, no 2) |

##### Détails des matchs
| 10 juillet 2021 15h00 | Ouganda | 53-12 (29-12) | Ghana | Kyadondo Rugby Grounds, Kampala Arbitre : Talent Gandiwa |
| 10 juillet 2021 15h00 | Essai(s) : 8 Odugo (4e), Okia (15e, 58e), Odongo (27e), Ayera (40e, 69e), Ofoywroth (53e), Kanyanya (78e) Transformation(s) : 5 Kasito (16e, 29e, 40e, 54e, 59e) Pénalité(s) : 1 Magomu (10e) | Rapport       | Essai(s) : 1 Scott (32e), Twum-Boafo (36e) Transformation(s) : 1 Appiah (38e) Carton(s) jaune(s) : 1 Klugey (40e) | Kyadondo Rugby Grounds, Kampala Arbitre : Talent Gandiwa |
| 10 juillet 2021 15h00 | | Rapport       | | Kyadondo Rugby Grounds, Kampala Arbitre : Talent Gandiwa |

| 14 juillet 2021 15h00 | Ghana | 22-20 (3-20) | Algérie | Kyadondo Rugby Grounds, Kampala Arbitre : Adiru Sauda |
| 14 juillet 2021 15h00 | Essai(s) : 3 essai de pénalité (56e), Ansah (73e, 79e) Transformation(s) : 1 Anokye Appiah (80e) Pénalité(s) : 1 Twum-Boafo (30e) Carton(s) jaune(s) : Klugey (59e) | Rapport      | Essai(s) : 3 Chahba (14e), Cardon (34e), B.Caminati (40e) Transformation(s) : 1 Lorée (41e) Pénalité(s) : 1 Lorée (19e) Carton(s) jaune(s) : Djebbari (41e), B.Caminati (62e) | Kyadondo Rugby Grounds, Kampala Arbitre : Adiru Sauda |
| 14 juillet 2021 15h00 | | Rapport      | | Kyadondo Rugby Grounds, Kampala Arbitre : Adiru Sauda |

| 18 juillet 2021 15h00 | Ouganda | 16-22 (13-15) | Algérie | Kyadondo Rugby Grounds, Kampala Arbitre : Victor Oduor |
| 18 juillet 2021 15h00 | Essai(s) : 2 Odongo (21e), Kasito (32e) Pénalité(s) : 2 Magomu (26e), Ebonga (59e) Carton(s) jaune(s) : 1 Asuman (49e) | Rapport       | Essai(s) : 3 Ouchene (16e), Lavocat (37e), Tourek (55e) Transformation(s) : 2 Lorée (17e, 55e) Pénalité(s) : 1 Lorée (3e) Carton(s) jaune(s) : 1 Djalout (44e) | Kyadondo Rugby Grounds, Kampala Arbitre : Victor Oduor |
| 18 juillet 2021 15h00 | | Rapport       | | Kyadondo Rugby Grounds, Kampala Arbitre : Victor Oduor |

#### Groupe D
Devant initialement se dérouler en Tunisie, la poule est retardée et organisée au Zimbabwe. L'équipe tunisienne ayant connue des cas de Covid-19, celle-ci doit déclarer forfait
| Rang | Nations      | J | V | N | D | Bo | Bd | Pm  | Pe  | Diff | Pts |
| ---- | ------------ | - | - | - | - | -- | -- | --- | --- | ---- | --- |
| 1    | Zimbabwe     | 2 | 2 | 0 | 0 | 2  | 0  | 196 | 8   | +188 | 10  |
| 2    | Burkina Faso | 2 | 0 | 0 | 2 | 0  | 0  | 8   | 196 | -188 | 0   |
| 3    | Tunisie      | 0 | 0 | 0 | 0 | 0  | 0  | 0   | 0   | 0    | 0   |

|  | Qualifié pour les phases finales (no 1, no 2) |
|  | Forfait                                       |

##### Détails des matchs
| 18 juillet 2021 15h00 | Burkina Faso                                                     | 3-101 (3-47) | Zimbabwe | Old Georgians Stadium, Harare 0 spectateurs Arbitre : Sylvain Mané |
| 18 juillet 2021 15h00 | Pénalité(s) : 1 K. Démé (26e) Carton(s) jaune(s) : 1 Zagré (80e) | Rapport      | Essai(s) : 15 Katsevere (5e, 45e), Tshamala (8e), Chiwara (15e), Kundiona (22e, 56e), McNab (34e, 77e), Roche (40e), Nel (40e), Makoni (49e), Mangongo (53e), Makombe (73e), Burnett (80e), Mandiona (80e) Transformation(s) : 13 Chiwara (5e, 16e, 23e, 35e, 40e, 40e, 46e, 54e, 57e), White Sharpley (73e, 77e, 80e, 80e) Carton(s) jaune(s) : 1 Fagan (65e) | Old Georgians Stadium, Harare 0 spectateurs Arbitre : Sylvain Mané |
| 18 juillet 2021 15h00 |                                                                  | Rapport      | | Old Georgians Stadium, Harare 0 spectateurs Arbitre : Sylvain Mané |

| 22 juillet 2021 15h00 | Zimbabwe | 95-5 (41-0) | Burkina Faso             | Old Georgians Stadium, Harare 0 spectateurs Arbitre : Ignace Dri |
| 22 juillet 2021 15h00 | Essai(s) : 14 Chiwambutsa (4e, 57e), McNab (10e, 80e, 80e), Chieza (19e), Mudzekenyedzi (23e, 30e, 51e, 61e), Burnett (39e), Beevor (56e), Roche (63e), Mandivenga (69e) Transformation(s) : 12 White Sharpley (5e, 11e, 24e, 40e, 52e, 58e, 61e, 65e, 70e, 80e, 80e) Pénalité(s) : 1 White Sharpley (14e) | Rapport     | Essai(s) : 1 Yamba (46e) | Old Georgians Stadium, Harare 0 spectateurs Arbitre : Ignace Dri |
| 22 juillet 2021 15h00 | | Rapport     |                          | Old Georgians Stadium, Harare 0 spectateurs Arbitre : Ignace Dri |

### Phase finale
Cette phase finale a lieu du 1er au 10 juillet 2022. Ce tournoi servant à la qualification pour la Coupe du monde 2023, le comité d'organisation a proposé d'organiser ce tournoi sur le territoire français ; cette proposition a été retenue. Le stade Maurice-David d'Aix-en-Provence et le stade Pierre-Delort de Marseille accueilleront les matchs.
Le vainqueur est qualifié pour la Coupe du monde 2023, le finaliste est quant à lui reversé au tournoi de repêchage.
|  | Quarts de finale    | Quarts de finale    |                     |                     | Demi-finales           | Demi-finales           |    |  | Finale              | Finale              |
|  | Quarts de finale    | Quarts de finale    |                     |                     | Demi-finales           | Demi-finales           |    |  | Finale              | Finale              |
|  |                     |                     |                     |                     |                        |                        |    |  |                     |                     |
|  | Stade Pierre-Delort | Stade Pierre-Delort |                     |                     | Stade Maurice-David    | Stade Maurice-David    |    |  | Stade Maurice-David | Stade Maurice-David |
|  | Stade Pierre-Delort | Stade Pierre-Delort |                     |                     | Stade Maurice-David    | Stade Maurice-David    |    |  | Stade Maurice-David | Stade Maurice-David |
|  | A1 Namibie          | 71                  |                     |                     | Stade Maurice-David    | Stade Maurice-David    |    |  | Stade Maurice-David | Stade Maurice-David |
|  | A1 Namibie          | 71                  |                     |                     | Stade Maurice-David    | Stade Maurice-David    |    |  | Stade Maurice-David | Stade Maurice-David |
|  | D2 Burkina Faso     | 5                   |                     |                     | Stade Maurice-David    | Stade Maurice-David    |    |  | Stade Maurice-David | Stade Maurice-David |
|  | D2 Burkina Faso     | 5                   | Namibie             | 34                  |                        |                        |    |  | Stade Maurice-David | Stade Maurice-David |
|  | Stade Pierre-Delort |                     | Namibie             | 34                  |                        |                        |    |  | Stade Maurice-David | Stade Maurice-David |
|  |                     | Zimbabwe            | 19                  |                     |                        |                        |    |  | Stade Maurice-David | Stade Maurice-David |
|  | D1 Zimbabwe         | Zimbabwe            | 19                  | 38                  |                        |                        |    |  | Stade Maurice-David | Stade Maurice-David |
|  | D1 Zimbabwe         |                     |                     | 38                  |                        |                        |    |  | Stade Maurice-David | Stade Maurice-David |
|  | A2 Côte d'Ivoire    | 11                  |                     |                     |                        |                        |    |  | Stade Maurice-David | Stade Maurice-David |
|  | A2 Côte d'Ivoire    | 11                  | Namibie             | 36                  |                        |                        |    |  |                     |                     |
|  | Stade Maurice-David |                     | Namibie             | 36                  |                        |                        |    |  |                     |                     |
|  |                     | Kenya               | 0                   |                     |                        |                        |    |  |                     |                     |
|  | B1 Sénégal          | Kenya               | 0                   | 12                  |                        |                        |    |  |                     |                     |
|  | B1 Sénégal          | Stade Pierre-Delort |                     | 12                  |                        |                        |    |  |                     |                     |
|  | C2 Algérie          | 35                  |                     |                     |                        |                        |    |  |                     |                     |
|  | C2 Algérie          | 35                  | Algérie             | 33                  |                        |                        |    |  |                     |                     |
|  | Stade Maurice-David | Stade Maurice-David | Algérie             | 33                  | Match pour la 3e place | Match pour la 3e place |    |  |                     |                     |
|  | Stade Maurice-David | Stade Maurice-David |                     | Kenya               | Match pour la 3e place | Match pour la 3e place | 36 |  |                     |                     |
|  | C1 Ouganda          | 7                   | Stade Maurice-David | Stade Maurice-David |                        |                        | 36 |  |                     |                     |
|  | C1 Ouganda          | 7                   | Stade Maurice-David | Stade Maurice-David |                        |                        |    |  |                     |                     |
|  | B2 Kenya            | 42                  |                     | Zimbabwe            | 12                     |                        |    |  |                     |                     |
|  | B2 Kenya            | 42                  |                     | Zimbabwe            | 12                     |                        |    |  |                     |                     |
|  |                     |                     |                     |                     |                        |                        |    |  | Algérie             | 20                  |
|  |                     |                     |                     |                     |                        |                        |    |  | Algérie             | 20                  |

|  | Demi-finales de classement | Demi-finales de classement |                        |    | Match pour la 5e place | Match pour la 5e place |
|  | Demi-finales de classement | Demi-finales de classement |                        |    | Match pour la 5e place | Match pour la 5e place |
|  |                            |                            |                        |    |                        |                        |
|  | Stade Maurice-David        | Stade Maurice-David        |                        |    | Stade Maurice-David    | Stade Maurice-David    |
|  | Stade Maurice-David        | Stade Maurice-David        |                        |    | Stade Maurice-David    | Stade Maurice-David    |
|  | Burkina Faso               | 17                         |                        |    | Stade Maurice-David    | Stade Maurice-David    |
|  | Burkina Faso               | 17                         |                        |    | Stade Maurice-David    | Stade Maurice-David    |
|  | Côte d'Ivoire              | 38                         |                        |    | Stade Maurice-David    | Stade Maurice-David    |
|  | Côte d'Ivoire              | 38                         | Côte d'Ivoire          | 17 |                        |                        |
|  | Stade Pierre-Delort        |                            | Côte d'Ivoire          | 17 |                        |                        |
|  |                            | Ouganda                    | 18                     |    |                        |                        |
|  | Ouganda                    | Ouganda                    | 18                     | 30 |                        |                        |
|  | Ouganda                    |                            |                        | 30 |                        |                        |
|  | Sénégal                    | 29                         |                        |    |                        |                        |
|  | Sénégal                    | 29                         | Match pour la 7e place |    |                        |                        |
|  |                            |                            |                        |    |                        |                        |
|  | Stade Maurice-David        |                            |                        |    |                        |                        |
|  |                            |                            |                        |    |                        |                        |
|  | Burkina Faso               | 30                         |                        |    |                        |                        |
|  | Burkina Faso               | 30                         |                        |    |                        |                        |
|  | Sénégal                    | 44                         |                        |    |                        |                        |
|  | Sénégal                    | 44                         |                        |    |                        |                        |

#### Détails des matchs

##### Quarts de finale
| 1er juillet 2022 | Namibie | 71-5 (24-0) | Burkina Faso                                                                   | Stade Pierre-Delort, Marseille Arbitre : Sylvain Mane |
| 1er juillet 2022 | Essai(s) : 11 van Jaarsveld (17e, 35e, 46e), Louis (23e, 40e), Rossouw (55e), Otto (62e), Greyling (67e, 73e), Conradie (71e), Burger (79e) Transformation(s) : 8 Loubser (24e, 40e, 46e, 55e, 62e, 68e, 72e), Steenkamp (80e) | Rapport     | Essai(s) : 1 Zebango (50e) Carton(s) jaune(s) : 2 Ouedraogo (17e), Bancé (62e) | Stade Pierre-Delort, Marseille Arbitre : Sylvain Mane |
| 1er juillet 2022 | | Rapport     |                                                                                | Stade Pierre-Delort, Marseille Arbitre : Sylvain Mane |

| 1er juillet 2022 | Zimbabwe | 38-11 (16-6) | Côte d'Ivoire | Stade Pierre-Delort, Marseille Arbitre : Vivien Praderie |
| 1er juillet 2022 | Essai(s) : 5 McNab (16e), Makombe (18e, 50e), Burnett (70e), Mandioma (78e) Transformation(s) : 2 Mudariki (51e), Mafura (78e) Pénalité(s) : 3 Mudariki(8e, 40e, 44e), Carton(s) rouge(s) : 1 Burnett (75e) | Rapport      | Essai(s) : 1 Alexandre Pilati (55e) Pénalité(s) : 2 Kosse (3e, 10e) Carton(s) jaune(s) : 4 Fofana (8e), Kosse (18e), Oulai (33e), Gori (59e) Carton(s) rouge(s) : 1 N'Zi (75e) | Stade Pierre-Delort, Marseille Arbitre : Vivien Praderie |
| 1er juillet 2022 | | Rapport      | | Stade Pierre-Delort, Marseille Arbitre : Vivien Praderie |

| 2 juillet 2022 | Sénégal                                                                                             | 12-35 (12-13) | Algérie | Stade Maurice-David, Aix-en-Provence Arbitre : Ludovic Cayre |
| 2 juillet 2022 | Pénalité(s) : 3 Folliot (12e, 24e, 34e) Drop(s) : 1 Folliot (7e) Carton(s) rouge(s) : 1 Cissé (31e) | Rapport       | Essai(s) : 3 Lacroix (55e), Boundjema (79e), Megdoud (80e) Transformation(s) : 2 B.Caminati (56e, 80e) Pénalité(s) : 3 J.Caminati (14e), B.Caminati (26e, 62e) | Stade Maurice-David, Aix-en-Provence Arbitre : Ludovic Cayre |
| 2 juillet 2022 | | Rapport       | | Stade Maurice-David, Aix-en-Provence Arbitre : Ludovic Cayre |

| 2 juillet 2022 | Ouganda                                                                                          | 7-42 (0-28) | Kenya | Stade Maurice-David, Aix-en-Provence Arbitre : Anthony Woodthorpe |
| 2 juillet 2022 | Essai(s) : 1 Ochen (71e) Transformation(s) : 1 Wokorach (72e) Carton(s) jaune(s) : 1 Ogena (36e) | Rapport     | Essai(s) : 6 J.Okeyo (3e, 45e), Ongera (11e), Asati (33e), Muteshi (37e), Akala (55e) Transformation(s) : 6 Kinyangi (4e, 12e, 34e, 38e, 46e), Tavaga (56e) | Stade Maurice-David, Aix-en-Provence Arbitre : Anthony Woodthorpe |
| 2 juillet 2022 |                                                                                                  | Rapport     | | Stade Maurice-David, Aix-en-Provence Arbitre : Anthony Woodthorpe |

##### Demi-finales de classement
| 6 juillet 2022 | Burkina Faso | 17-38 (17-12) | Côte d'Ivoire | Stade Maurice-David, Aix-en-Provence Arbitre : Precious Pazani |
| 6 juillet 2022 | Essai(s) : 3 Compaoré (14e), A.Démé (26e), Bancé (41e) Transformation(s) : 1 K.Démé (27e) Carton(s) jaune(s) : 1 Rabo (18e) | Rapport       | Essai(s) : 6 Kosse (8e), Martin (20e, 43e), Oulai (48e), Diallo Dit Peres (71e), I.Coulibaly (77e) Transformation(s) : 4 E.Kosse (20e, 43e, 48e, 71e) | Stade Maurice-David, Aix-en-Provence Arbitre : Precious Pazani |
| 6 juillet 2022 | | Rapport       | | Stade Maurice-David, Aix-en-Provence Arbitre : Precious Pazani |

| 6 juillet 2022 | Ouganda | 30-29 (14-14) | Sénégal | Stade Pierre-Delort, Marseille Arbitre : Nicardo Pienaar |
| 6 juillet 2022 | Essai(s) : 3 Ochen (26e), Wokorach (34e, 66e) Transformation(s) : 3 Wokorach (26e, 34e, 67e) Pénalité(s) : 3 Wokorach (50e, 73e, 79e) Carton(s) jaune(s) : 1 Ecodu (49e) | Rapport       | Essai(s) : 4 M.N'Diaye (9e), Gassama (40e), Fofana (53e), Samba (60e) Transformation(s) : 3 Folliot (10e, 40e, 53e) Pénalité(s) : 1 Folliot (76e) | Stade Pierre-Delort, Marseille Arbitre : Nicardo Pienaar |
| 6 juillet 2022 | | Rapport       | | Stade Pierre-Delort, Marseille Arbitre : Nicardo Pienaar |

##### Demi-finales
| 6 juillet 2022 | Namibie | 34-19 (14-5) | Zimbabwe | Stade Maurice-David, Aix-en-Provence Arbitre : Ludovic Cayre |
| 6 juillet 2022 | Essai(s) : 4 Mouton (9e), Venter (41e), Greyling (61e), Conradie (68e) Transformation(s) : 2 Loubser (10e, 43e) Pénalité(s) : 1 Loubser (55e) Carton(s) jaune(s) : 1 Loubser (75e) | Rapport      | Essai(s) : 3 Kundiona (30e), Kanenungo (59e), Larkan (76e) Transformation(s) : 2 Nel (78e), Mudariki(60e Carton(s) jaune(s) : 1 Fraser (39e) | Stade Maurice-David, Aix-en-Provence Arbitre : Ludovic Cayre |
| 6 juillet 2022 | | Rapport      | | Stade Maurice-David, Aix-en-Provence Arbitre : Ludovic Cayre |

| 6 juillet 2022 | Kenya | 36-33 (21-14) | Algérie                                                                                                   | Stade Pierre-Delort, Marseille Arbitre : Ben Blain |
| 6 juillet 2022 | Essai(s) : 5 J.Okeyo (12e, 21e), Kinyangi (36e), Sifuna (53e), Adaka (62e) Transformation(s) : 4 Kinyangi (12e, 21e, 37e), Tavaga (54e) Pénalité(s) : 1 Tavaga (50e) | Rapport       | Essai(s) : 4 Youcef (6e), Hamel (15e, 46e), Megdoud (59e) Transformation(s) : 3 B.Caminati (7e, 16e, 47e) | Stade Pierre-Delort, Marseille Arbitre : Ben Blain |
| 6 juillet 2022 | | Rapport       | | Stade Pierre-Delort, Marseille Arbitre : Ben Blain |

##### Match pour la7eplace
| 10 juillet 2022 | Burkina Faso | 30-44 (15-15) | Sénégal | Stade Maurice-David, Aix-en-Provence Arbitre : Nicardo Pienaar |
| 10 juillet 2022 | Essai(s) : 4 Sawadogo (28e), Bationo (40e), A.Démé (42e), K.Démé (65e) Transformation(s) : 2 K.Démé (29e, 43e) Pénalité(s) : 2 K.Démé (4e, 69e) Carton(s) jaune(s) : 2 Bancé (32e), Vaugnat (55e) | Rapport       | Essai(s) : 6 Sakho (17e), Soumah (36e, 51e), Cissé (56e, 72e), Sougoufara (62e) Transformation(s) : 4 Folliot (36e, 51e, 62e, 53e) Pénalité(s) : 2 Folliot (25e, 47e) Carton(s) jaune(s) : 1 Cissé (9e) | Stade Maurice-David, Aix-en-Provence Arbitre : Nicardo Pienaar |
| 10 juillet 2022 | | Rapport       | | Stade Maurice-David, Aix-en-Provence Arbitre : Nicardo Pienaar |

##### Match pour la5eplace
| 10 juillet 2022 | Côte d'Ivoire | 17-18 (7-8) | Ouganda | Stade Maurice-David, Aix-en-Provence Arbitre : Victor Ojuku |
| 10 juillet 2022 | Essai(s) : 2 Diarra (12e), Diallo Dit Peres (72e) Transformation(s) : 2 Kosse (13e, 72e) Pénalité(s) : 1 Kosse (50e) | Rapport     | Essai(s) : 2 Okia (35e), Wandera (47e) Transformation(s) : 1 Magomu (46e) Pénalité(s) : 1 Magomu (3e) Drop(s) : 1 Aredo Jadwong (70e) | Stade Maurice-David, Aix-en-Provence Arbitre : Victor Ojuku |
| 10 juillet 2022 | | Rapport     | | Stade Maurice-David, Aix-en-Provence Arbitre : Victor Ojuku |

##### Match pour la3eplace
| 10 juillet 2022 | Zimbabwe                                                    | 12-20 (9-8) | Algérie                                                                                | Stade Maurice-David, Aix-en-Provence Arbitre : Aymen Jriji |
| 10 juillet 2022 | Transformation(s) : 4 Mudariki (5e, 18e, 21e), Mafura (44e) | Rapport     | Essai(s) : 1 Reynaud (8e) Pénalité(s) : 5 Lorée (34e, 50e), J.Caminati (63e, 70e, 80e) | Stade Maurice-David, Aix-en-Provence Arbitre : Aymen Jriji |
| 10 juillet 2022 |                                                             | Rapport     |                                                                                        | Stade Maurice-David, Aix-en-Provence Arbitre : Aymen Jriji |

##### Finale
| 10 juillet 2022 | Namibie | 36-0 (15-0) | Kenya | Stade Maurice-David, Aix-en-Provence Arbitre : Ludovic Cayre |
| 10 juillet 2022 | Essai(s) : 4 Conradie (17e, 34e, 78e), Deysel (80e) Transformation(s) : 2 Loubser (35e), Steenkamp (78e) Pénalité(s) : 4 Loubser (24e, 49e, 60e, 67e) | Rapport     |       | Stade Maurice-David, Aix-en-Provence Arbitre : Ludovic Cayre |
| 10 juillet 2022 | | Rapport     |       | Stade Maurice-David, Aix-en-Provence Arbitre : Ludovic Cayre |

### Classement final
| Équipe        | Statut qualification                                                 |
| ------------- | -------------------------------------------------------------------- |
| Namibie       | Qualifiée Afrique 1                                                  |
| Kenya         | Qualifiée pour le tournoi de repêchage                               |
| Algérie       | Éliminée en demi-finale de la phase finale de la Coupe d'Afrique     |
| Zimbabwe      | Éliminée en demi-finale de la phase finale de la Coupe d'Afrique     |
| Ouganda       | Éliminée en quart de finale de la phase finale de la Coupe d'Afrique |
| Côte d'Ivoire | Éliminée en quart de finale de la phase finale de la Coupe d'Afrique |
| Sénégal       | Éliminée en quart de finale de la phase finale de la Coupe d'Afrique |
| Burkina Faso  | Éliminée en quart de finale de la phase finale de la Coupe d'Afrique |
| Madagascar    | Éliminée en phase de poules de la Coupe d'Afrique                    |
| Zambie        | Éliminée en phase de poules de la Coupe d'Afrique                    |
| Ghana         | Éliminée en phase de poules de la Coupe d'Afrique                    |
| Tunisie       | Éliminée en phase de poules de la Coupe d'Afrique (forfait)          |
| Cameroun      | Éliminée au tour préliminaire de la Coupe d'Afrique                  |
| Burundi       | Éliminée au tour préliminaire de la Coupe d'Afrique                  |